# Благодарский, Вячеслав Асхатович
Вячеслав Асхатович Благодарский (род. 12 января 1976, Салават) — российский сценарист, режиссёр, продюсер. Неоднократный обладатель премии «ТЭФИ», в том числе как лучший сценарист телевизионной программы («Прожекторперисхилтон»), в составе коллектива авторов. Один из основателей «Comedy Club». С августа 2023 года — креативный директор телеканала «ТВ-3». Создатель телеграм-канала "Рживопись".

## Образование
Закончил Санкт-Петербургский государственный университет экономики и финансов.

## Семья
Отец — Благодарский Асхат Талгатович — хирург — травматолог.
Мать — Благодарская Людмила Петровна — педагог.
Сестра — Благодарская Вероника Асхатовна.
Супруга — Благодарская Ольга Ивановна — ведущая, телеканал «Пятница!».

## Телевидение
«Comedy Club» (ТНТ) — создатель, сценарист
«Comedy_Woman» (ТНТ) — режиссёр, сценарист
«Чета Пиночетов» (НТВ) — сценарист
«Прожекторперисхилтон» (Первый канал) — сценарист, монтаж
«Мульт Личности» (Первый канал) — сценарист
«Достояние республики» (Первый канал) — сценарист
«Yesterday live» (Первый канал) — сценарист
«Большая разница» (Первый канал) — сценарист
«Новогодняя ночь на Первом канале» (Первый скорый, Оливье-шоу и т. д. (7 лет)) — сценарист
Отдел спецпроектов «Первый канал» — 7 лет.
Сборная Санкт-Петербурга (команда КВН) — создатель, сценарист
Мегаполис (команда КВН) — сценарист
«Пародайс» (Пятница) — продюсер, сценарист
«Рыжие» (Пятница) — продюсер, сценарист
«Песня для вашего столика» (НТВ) — продюсер, сценарист
«Организация Определённых Наций» (Рен ТВ) — продюсер, сценарист
Группа «Салют» и Женя Теджетова — продюсер
Группа «Рекорд оркестр», клип «Лада Седан» — продюсер
Реклама Пиво Клинское (с Экзибитом) — сценарист
Премия «Серебряная калоша» (радиостанция «Серебряный дождь» 5 лет) — сценарист
«Мартиросян офишл» (ТНТ) — сценарист
Ну, погоди! Каникулы (Союзмультфильм) — креативный продюсер, сценарист
«Великая русская литература» (Пятница!) — продюсер, сценарист, режиссёр — постановщик, актёр

## Награды
- ТЭФИ — в номинации «Лучшая информационно-развлекательная программа» за программу «Прожекторперисхилтон»
- ТЭФИ — в номинации «Лучшая информационно-развлекательная программа» за программу «Прожекторперисхилтон»
- ТЭФИ — в номинации «Лучшая информационно-развлекательная программа» за программу «Прожекторперисхилтон»
- ТЭФИ — в номинации «Лучшая информационно-развлекательная программа» за программу «Прожекторперисхилтон»
- ТЭФИ — в номинации «Сценарист телевизионной программы» за программу «Прожекторперисхилтон»
- ТЭФИ — в номинации «Сценарист телевизионной программы» за программу «Прожекторперисхилтон»

2 премии за лучший проморолик